# سه مرد عاقل
سه مرد عاقل (فنلاندی: Kolme viisasta miestä) یک فیلم درام فنلاندی به کارگردانی میکا کائوریسماکی است که در سال ۲۰۰۸ منتشر شد.

## بازیگران
- کاری هیسکانن
- پتر فرانتسن
- تیمو توریکا
- ایرینا بیورکلوند
- تومی ایرونن
- پریکو هامالاینن
- آکه کالیالا